# Tarcísio Padilha
Tarcísio Meirelles Padilha, né à Rio de Janeiro le 17 avril 1928 et mort dans la même ville le 9 septembre 2021, est un philosophe, enseignant et magistrat brésilien. Il a été professeur de philosophie à l'Université d'État de Rio de Janeiro et a enseigné dans plusieurs autres institutions. Au cours de sa carrière juridique, il a occupé le poste de juge du travail. Il est membre de l'Académie brésilienne des lettres, dont il a été président de 2000 à 2001.

## Biographie
Entre autres, Tarcísio Meirelles Padilha est membre du Conseil pontifical pour la famille au Vatican et membre fondateur du Collegium Academicum Universale Philosophiae (Athènes), de la Metaphysical International Society, de la Sociedad Interamericana de Filosofía, de l'Asociación Interamericana de Filosofos Católicaes (dont il était également vice-président), de la Société brésilienne des philosophes catholiques (dont il était président) et de l'Association Louis Lavelle (dont il était conseiller et membre honoraire). Il est un expert de la philosophie de Louis Lavelle.

## Œuvres
- A Ontologia Axiológica de Louis Lavelle, tese de cátedra. Rio de Janeiro: UDF, 1955 (2ª ed. São Paulo: É realizações, 2012)
- Filosofia, Ideologia e Realidade Brasileira. Prefácio de José Barreto Filho. Rio de Janeiro: Cia. Editora Americana, 1971.
- Brasil em Questão. Rio de Janeiro: Livraria José Olympio Editora, 1975.
- Uma Filosofia da Esperança. Prefácio de Hanns Ludwig Lippmann, Rio de Janeiro: Pallas, Editora e Distribuidora Ltda., 1982.
- Dr Alceu e o Laicato Hoje no Brasil (em colaboração). Rio de Janeiro: Editora Nova Fronteira, 1993.
- Libertação e Liberdade. Prefácio de Edmo Rodrigues Lutterbach. Rio de Janeiro, 1995.
- Educação e Filosofia.. Rio de Janeiro: Editora Universidade Gama Filho, 1995.
- Alceu / Tudo Se Transfigura – Introdução e antologia. São Paulo: Editora Cidade Nova, 1995.
- Realismo da Esperança. São Paulo: Editora Cidade Nova, 1996.
- Privilégio do Instante. São Paulo: Editora Cidade Nova, 1997.
- Literatura e Filosofia. Prefácio de Rachel de Queiroz. Rio de Janeiro, 1997.
- O Cura da Aldeia Global. Rio de Janeiro: Editora do Autor, 1998.
- Uma Ética do Cotidiano. Prefácio de Antônio Houaiss. Rio de Janeiro: Academia Brasileira de Letras, 1999.
- História e Filosofia. Prefácio de Antônio Olinto. Rio de Janeiro: Editora Universidade Gama Filho, 1999.